# Касонго
Касонго (фр. Kasongo) — місто в провінції Манієма Демократичної Республіки Конго.
У 2010 році населення міста за оцінками становило 54743 людини. Касонго є частиною римсько-католицької єпархії Касонго.

## Географія
Касонго розташоване на схід від річки Луалаба і північний захід від її злиття з річкою Луама, на висоті 625 м над рівнем моря.

## Транспорт
У місті є аеропорт. З Касонго до адміністративного центру провінції Кінду веде дорога (Kasongo Road) довжиною 150 миль, проте поїздка займає два дні через поганий стан дороги.

## Історія
У 1875 році в Касонго афро-арабська торговець Тіппі Тіб створив торговий пост. Між 1879 і 1884 роками, під час своєї третьої експедиції, місто відвідав Генрі Мортон Стенлі. Район Касонго був у центрі війни в Східному Конго 1892-1894 років і повстання батетела 1898.
Місто і його мешканці серйозно постраждали під час Другої конголезької війни.